# Gruppo del boro

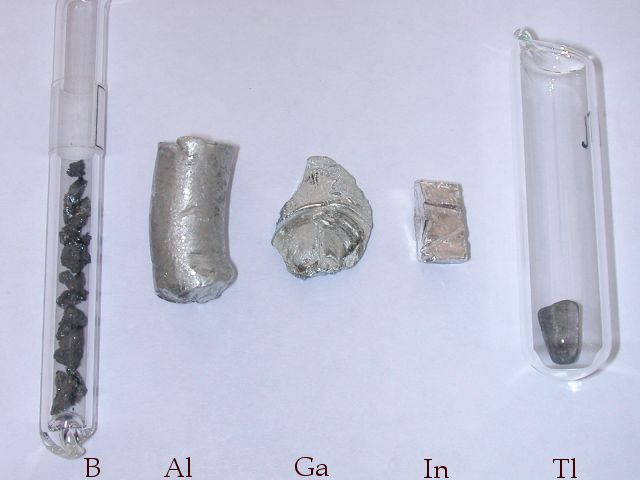
Campioni degli elementi del gruppo del boro.

Gli elementi del gruppo del boro o elementi del gruppo 13 (chiamati anche metalli terrosi) della tavola periodica sono: 
boro (B), alluminio (Al), gallio (Ga), indio (In) e tallio (Tl). Anche il nihonio (Nh) appartiene a questo gruppo, ma ne sono stati prodotti solo pochi atomi e le sue proprietà chimiche sono sconosciute. Nella nomenclatura precedente questo gruppo era denominato IIIB o IIIA a seconda di diverse convenzioni usate in Europa e negli Stati Uniti d'America.

## Fonti
Il boro è un elemento piuttosto raro. È il trentottesimo elemento per abbondanza sulla crosta terrestre, dove è presente solo legato all'ossigeno nel borace e in numerosi altri borati meno comuni, tra i quali colemanite, kernite e ulexite. L'alluminio è invece il metallo più comune sulla crosta terrestre, dove è il terzo elemento per abbondanza, dopo ossigeno e silicio. Si trova sempre come ione Al3+ in molti minerali; si ricava principalmente da bauxite e gibbsite. Il gallio è il trentaquattresimo elemento per abbondanza sulla crosta terrestre, e sfortunatamente non si trova concentrato in minerali sfruttabili. Si ottiene come sottoprodotto della purificazione di minerali di alluminio, zinco e rame, dove è contenuto in tracce. È presente in tracce anche in alcuni giacimenti di carbone. L'indio è un metallo molto raro, essendo il sessantanovesimo elemento per abbondanza sulla crosta terrestre. Non esistono minerali di importanza economica; l'indio si ottiene come sottoprodotto della lavorazione di minerali di zinco, stagno e piombo. Il tallio è il cinquantanovesimo elemento per abbondanza sulla crosta terrestre. I minerali di tallio sono rari e non sono utili per ricavare il metallo, che si ottiene principalmente come sottoprodotto della lavorazione di minerali di rame, zinco e piombo.

## Tossicità
In questo gruppo la tossicità aumenta passando dagli elementi più leggeri a quelli più pesanti. Il boro è essenziale per le pareti cellulari delle piante, e quindi fa automaticamente parte della nostra dieta. Un corpo umano ne contiene circa 18 mg; in quantità elevata invece il boro diventa moderatamente tossico. L'alluminio non risulta essenziale per nessuna specie vivente, ma essendo diffusissimo sul suolo entra inevitabilmente nella catena alimentare. La maggior parte dell'alluminio non viene comunque assorbita nell'intestino, neanche facendo uso di comuni antiacidi come l'idrossido di alluminio. Un corpo umano ne contiene circa 60 mg, una quantità che non crea problemi. Il gallio non ha ruoli biologici, ma stimola il metabolismo. Un corpo umano ne contiene meno di 1 mg. I suoi composti sono considerati poco tossici. Neanche l'indio ha ruoli biologici, ma in piccole dosi stimola il metabolismo. Quantità maggiori risultano tossiche e danneggiano fegato, cuore e reni. Un corpo umano ne contiene circa 0,4 mg. Neanche il tallio ha ruoli biologici, ma a differenza dei congeneri più leggeri è fortemente tossico. Nel corpo il tallio si sostituisce al potassio danneggiando in primo luogo il sistema nervoso centrale. Essendo diffuso nell'ambiente, entra in tracce nella nostra dieta, in quantità tale da non dare problemi. Un corpo umano ne contiene circa 0,5 mg.

## Applicazioni
Il boro come elemento puro è poco usato. I suoi composti più usati sono borace, triossido di diboro e acido borico, che vengono impiegati principalmente nella fabbricazione di vetro borosilicato, fibra di vetro, invetriature per ceramiche, detergenti e fertilizzanti. L'alluminio è il metallo più usato dopo il ferro. Viene usato in una miriade di prodotti quando serve un metallo leggero, resistente, e immune dalla corrosione: pentole, cavi elettrici, carrozzerie e motori per auto, lattine, aerei, nonché in varie leghe come il duralluminio. Rispetto al ferro ha anche il vantaggio di poter essere riciclato facilmente. Il gallio è un metallo chiave, usato soprattutto come arseniuro di gallio e nitruro di gallio per fabbricare semiconduttori, LED e celle solari. La maggior parte dell'indio (70%) è usato per costruire elettrodi trasparenti di ossido di indio-stagno (ITO, dall'inglese Indium tin oxide). Ha altri impieghi importanti in semiconduttori come arseniuro di indio e antimoniuro di indio, nonché in leghe a basso punto di fusione. Il tallio è usato principalmente nell'industria elettronica come solfuro, seleniuro e arseniuro per celle fotovoltaiche, e nell'industria ottica per ottenere vetri ad alto indice di rifrazione. In passato è stato usato anche come pesticida, ma questo uso è ora vietato.

## Proprietà
Alcune proprietà degli elementi del gruppo sono raccolte nella tabella successiva.
| Elemento | Configurazione elettronica | Raggio covalente (M\|pm) | Raggio ionico (pm) | Punto di fusione (°C) | Punto di ebollizione (°C) | Densità (g cm−3) | Elettro- negatività |
| -------- | -------------------------- | ------------------------ | ------------------ | --------------------- | ------------------------- | ---------------- | ------------------- |
| B        | [He] 2s2 2p1               | 88                       | -                  | 2180                  | 4000                      | 2,35             | 2,0                 |
| Al       | [Ne] 3s2 3p1               | 130                      | 54                 | 660                   | 2519                      | 2,70             | 1,5                 |
| Ga       | [Ar] 3d10 4s2 4p1          | 122                      | 62 (Ga3+)          | 30                    | 2204                      | 5,90             | 1,6                 |
| In       | [Kr] 4d10 5s2 5p1          | 150                      | 80 (In3+)          | 157                   | 2082                      | 7,31             | 1,7                 |
| Tl       | [Xe] 4f14 5d10 6s2 6p1     | 155                      | 89 (Tl3+)          | 303                   | 1457                      | 11,85            | 1,8                 |

## Reattività chimica e andamenti nel gruppo
Con gli elementi di questo gruppo inizia il blocco p della tavola periodica. La configurazione elettronica del livello più esterno è ns2 np1, ma a partire da questo gruppo lo strato al di sotto del livello più esterno varia scendendo lungo il gruppo. Questo fa sì che le proprietà atomiche non cambino in modo regolare come si osserva nel gruppo 1 e nel gruppo 2. Nel caso di boro e alluminio lo strato sottostante è quello del gas nobile precedente. Gallio e indio vengono dopo la serie di transizione e quindi hanno in più un livello d10. Gli elettroni d sono meno efficaci nello schermare la carica nucleare rispetto agli elettroni s e p (l'ordine di efficacia è s > p > d > f), e di conseguenza gli elettroni esterni sono maggiormente attratti dal nucleo. Quindi gli atomi gallio e indio sono più piccoli (e hanno energie di ionizzazione maggiori) di quanto ci si aspetterebbe estrapolando i valori di boro e alluminio. Si può notare come il raggio covalente del gallio sia addirittura minore di quello dell'alluminio. Questa contrazione di dimensioni per gli elementi che seguono il blocco d è chiamata contrazione del blocco d. Analoghe considerazioni si applicano al tallio, dove sotto lo strato più esterno esiste anche un livello f14 che scherma la carica nucleare in modo ancor meno efficace. Di conseguenza il raggio covalente del tallio è solo di poco maggiore di quello dell'indio. La contrazione di dimensioni che si osserva negli elementi che seguono la serie dei lantanoidi è detta contrazione lantanidica. Anche l'andamento dei valori di elettronegatività è anomalo, dato che l'elettronegatività aumenta scendendo lungo il gruppo da alluminio a tallio.
La configurazione elettronica ns2 np1 indica che gli elementi di questo gruppo possiedono solo tre elettroni in quattro orbitali. Di conseguenza in molti composti hanno difficoltà a raggiungere un ottetto completo (sono elettron-deficienti); per questo agiscono da acidi di Lewis. Esempi sono i cloruri di boro e di alluminio, BCl3 e AlCl3. La configurazione elettronica suggerisce inoltre uno stato di ossidazione massimo +3, tuttavia questo è il primo dei gruppi principali dove si osservano elementi con più stati di ossidazione. Infatti a partire dall'alluminio compare anche lo stato di ossidazione +1, che diventa sempre più importante scendendo lungo il gruppo, fino a diventare il più stabile per il tallio. La presenza di uno stato di ossidazione minore di due rispetto a quello massimo di gruppo, e che diventa sempre più stabile scendendo lungo il gruppo, è chiamato effetto della coppia inerte, come se i due elettroni s avessero difficoltà a reagire. Tutti questi effetti (contrazione del blocco d, contrazione lantanidica, effetto della coppia inerte) si manifestano anche nei gruppi successivi, spostandosi più a destra nella tavola periodica, ma diventano sempre meno marcati.
Nei gruppi 13-16 si osserva che le proprietà chimiche del primo elemento sono notevolmente diverse dagli altri elementi del gruppo, mentre il secondo elemento ha proprietà chimiche più simili ai congeneri più pesanti. Nel gruppo 13 questa differenza di proprietà tra boro e gli altri elementi del gruppo è particolarmente marcata. Ad esempio si può notare che:
- Il boro è un tipico elemento non metallico, e mostra una chimica esclusivamente covalente, senza mai formare cationi semplici B3+. Appartenendo al secondo periodo ha solo quattro orbitali e deve rispettare la regola dell'ottetto; di conseguenza può arrivare ad un massimo di quattro legami, come si osserva ad esempio nei gruppi BO4 presenti nelle strutture dei borati, e negli anioni BH4– e BF4–. Nei composti tricoordinati come i trialogenuri BX3 risulta coordinativamente insaturo ed è un acido di Lewis. Forma ossidi e idrossidi B2O3 e B(OH)3 che sono composti acidi. Il boro mostra una chimica unica in tutta la tavola periodica con le strutture poliedriche presenti in borani e carborani.
- Gli altri elementi del gruppo sono metalli con una chimica cationica ben definita, dove lo ione M3+ mostra la chimica di coordinazione tipica dei metalli. Avendo a disposizione gli orbitali d raggiungono facilmente la coordinazione 6; alcuni esempi sono M(H2O)63+, AlF63–, In(NCS)63–. A differenza del boro, questi metalli possono fare anche composti ionici. Ad esempio i fluoruri MF3 (M = Al, Ga, In) sono composti ionici, mentre i corrispondenti cloruri sono covalenti. L'idrossido di alluminio e l'idrossido di gallio sono anfoteri, mentre quelli di indio e tallio sono sempre più basici, seguendo la regola che scendendo lungo un gruppo la basicità degli idrossidi aumenta.